# Kreciv, Ivanîci
Kreciv (în ucraineană Кречів) este un sat în comuna Movnîkî din raionul Ivanîci, regiunea Volînia, Ucraina.

## Demografie
Componența lingvistică a localității Kreciv
     Ucraineană (99,03%)
     Alte limbi (0,96%)
Conform recensământului din 2001, majoritatea populației localității Kreciv era vorbitoare de ucraineană (99,03%), existând în minoritate și vorbitori de alte limbi.